# Atentado terrorista en el aeropuerto de Burgas
El atentado terrorista en el aeropuerto de Burgas fue perpetrado el 18 de julio de 2012 a las 17.30 horas, hora local, por un terrorista suicida en un autobús que se encontraba en el estacionamiento del aeropuerto de Burgas con un contingente de turistas israelíes. El vehículo se dirigía desde la ciudad de Burgas, Bulgaria, a la localidad costera de Slanchev Briag, al norte de la provincia de Burgas.
El ómnibus transportaba a cuarenta y dos israelíes, en su mayoría jóvenes, después de arribar en un vuelo proveniente de Tel Aviv. La explosión mató a cinco israelíes y a dos búlgaros —el conductor de bus y la guía de turismo—, e hirió a otros treinta pasajeros israelíes, tres de los cuales están en estado crítico, y otros dos rusos que se encontraban en las inmediaciones. Tras el ataque el aeropuerto fue cerrado y sus operaciones cesaron.
Las investigaciones de las autoridades búlgaras confirmaron la autoría de Hezbolá.

## El atentado
El miércoles 18 de julio de 2012, a las 16:43 hora local, arribó al aeropuerto "Sarafovo", de la ciudad búlgara de Burgas, un vuelo chárter oriundo de Tel Aviv, a bordo del cual había 155 pasajeros, ciudadanos de Israel, en su mayoría recientes graduados de las escuelas. Su destino era un resort en Slanchev Briag. A las 17:24, cuando ya varias personas se encontraban en uno de los tres autobuses que los transportarían, una fuerte explosión, causada por una bomba colocada en el maletero de un autobús, destruyó el vehículo. Los otros dos ómnibus, que se encontraban a la espera de los demás israelíes, también resultaron dañados.
Seis personas murieron en el acto, entre ellos el conductor del autobús, de origen búlgaro. La guía de turismo, también búlgara, resultó gravemente herida, falleciendo luego en el hospital. En total, según el Ministerio del Interior búlgaro, en el autobús siniestrado, había 47 pasajeros. En los hospitales hay 37 personas, de entre las cuales, tres -los más graves- fueron trasladadas a Sofía.

## Víctimas
Los nombres de los cinco israelíes asesinados en el brutal atentado terrorista fueron dados a conocer al día siguiente de los acontecimientos, luego de que las autoridades israelíes confirmaron su identificación e informaron a sus familias.
- Amir Menashe, 28, de Petah Tikva[18]
- Itzik Kolangi, 28, de Petah Tikva[18]
- Kochava Shriki, 42, de Rishon LeZion[18][19]
- Maor Harush, 24, de Akko[18]
- Elior Preiss, 25, de Akko[18]
- Mustafa Kyosov, 36, conductor del autobús, de Yurukovo, provincia de Blagoevgrad, Bulgaria[18]

### Repatriación
El servicio de emergencia de israelí, Magen David Adom, envió delegaciones médicas a Bulgaria la misma noche del atentado para participar en la atención de las decenas de israelíes heridos. A la mañana siguiente, dos aviones Hércules C-130 de transporte militar, pertenecieres a la Fuerza Aérea de Israel aterrizaron en Burgas con 24 ambulancias, médicos y personal paramédico para la atención y repatriamiento de las víctimas a Israel. Las aeronaves regresaron ese mismo mediodía con los heridos, los que fueron internados en hospitales especializados israelíes. Los cuerpos de los fallecidos recibieron honores militares a su llegada al Aeropuerto Ben Gurion de Tel Aviv.
El Ministro de Turismo, Stas Misezhnikov se desempeñó como representante del Estado. Misezhnikov transmitió las condolencias del gobierno a las familias: 

"Estamos frente a estos cinco ataúdes, y nuestros corazones sangran. Las palabras no pueden ofrecer real consuelo... Ellos fueron asesinados por el simple pecado de ser israelíes y judíos."

## Autores
El primer ministro israelí, Benjamin Netanyahu, opinó que «todos los indicios apuntan a Irán», como el órgano responsable del ataque. Esta afirmación estaría respaldada por información de inteligencia de ese país, donde se detalla que el general Qasem Soleimaní, jefe de la Fuerza Qods de la Guardia Revolucionaria de Irán, está detrás del ataque, y que la Guardia Revolucionaria de Irán, el ministerio de Inteligecia y la organización libanesa Hezbolá ayudaron a llevar a cabo la masacre.
Los resultados de las investigaciones del gobierno de Bulgaria confirmaron que la responsabilidad por el atentado terrorista había sido de miembros de Hezbolá bajo las órdenes del gobierno de Irán. Las autoridades búlgaras afirmaron que Hezbolá, un grupo  chií proiraní, estaba detrás del atentado. Otros países europeos sospecharon también que Hezbolá era el autor del ataque.

## Reacciones de la comunidad internacional
Tras el atentado terrorista en el aeropuerto de Burgas del 18 de julio de 2012, la comunidad internacional reaccionó de forma unánime ante tal brutal acto. La mayor parte de países y organizaciones internacionales criticaron el cruel ataque, que ocasionó 7 víctimas mortales y 32 heridos.
 Bulgaria —
- La Comisaria europea de Cooperación Internacional, Kristalina Georgieva, fue el primer político de Bulgaria a reaccionar ante el bárbaro crimen: «Estoy conmocionada y entristecida por las noticias sobre la explosión en Burgas, en las que hay víctimas. Estoy siguiendo las noticias constantemente».[27]
- El primer ministro búlgaro, Boyko Borisov, llamó al primer ministro israelí, Benjamin Netanyahu para transmitirle sus condolencias por el bestial ataque. Borisov dijo que «Bulgaria cooperará plenamente con Israel en la investigación del ataque y dijo que el ataque no fue sólo contra los israelíes, sino también contra Bulgaria».[16]
- El ministro del Interior búlgaro, Tsvetan Tsvetanov, catalogó el ataque como un «brutal atentado terrorista».[28]
- El Parlamento búlgaro aprobó con unanimidad una declaración al día siguiente del atentado terrorista, condenándole y afirmando que «Bulgaria está conmocionada. El Parlamento denuncia el arremetimiento de inocentes vidas humanas, y condena enérgicamente el acto terrorista». La declaración del Parlamento de Bulgaria instó a las autoridades competentes a que adopten todas las medidas con el fin de capturar y llevar ante la justicia a los autores del ataque. Antes de que la declaración fuera aprobada, el Parlamento celebró un minuto de silencio en honor a las víctimas.[29][30]
- El alcalde de Burgas anunció un día de luto.[31]

 Israel — 
- Tras el ataque, el primer ministro israelí, Benjamin Netanyahu, afirmó que «todos los indicios conducen a Irán», teniendo en cuenta los ataques previos o intentos de ataques realizados en varios países en los últimos meses en el que Irán estuvo implicado, agregando que fue llevada a cabo por Hezbolá.[32][16] Netanyahu declaró que Israel «reaccionará con firmeza» a este «global ataque terrorista iraní», y que «18 años después del horrendo ataque contra el Centro Comunitario Judío en la Argentina, el terrorismo iraní, continúa golpeando mortalmente a gente inocente».[33] Una fuente de alto rango del sistema de defensa de Israel también confirmó que los ataques eran de Hezbolá e Irán.[34] El mandatario israelí también agradeció al Gobierno de Bulgaria por su rápida respuesta que salvó vidas israelíes, llamando a Bulgaria de un "verdadero amigo" de Israel.[34]
  - El Ministro de Defensa de Israel, Ehud Barak, prometió que iban a encontrar a los autores del atentado, agregando que es importante que el terrorismo no perturbe la vida cotidiana de los israelíes.
  - El Presidente israelí, Shimon Peres dijo que Israel «atacará los nidos de terroristas dispersados en todo el mundo y silenciará a las organizaciones terroristas»,[35] agregando que «este fue un sangriento ataque contra la población civil se va de vacaciones. Muchos de ellos perdieron sus vidas, otros resultaron heridos sin razón, sin ningún propósito. Fueron atacados por la sencilla e inaceptable razón de ser judíos o israelíes».[36]
  - Al día siguiente del ataque, funcionarios israelíes señalaron que no van a precipitarse en un conflicto abierto con Irán o Hezbolá, como resultado del ataque terrorista.[37]
  - Dos días después del atentado, un alto funcionario de defensa dijo que desde mayo de 2011, más de 20 ataques terroristas contra los israelíes fueron impedidos en todo el mundo. El primer ministro Netanyahu reveló que un ataque en Sudáfrica se vio frustrado también.[38]